# FC Rapid Lugano
Der FC Rapid Lugano ist ein Fussballverein aus der Schweiz. Das Frauenteam, der FCF Rapid Lugano, spielt momentan in der Nationalliga A. Das Männerteam spielte einst in der Nationalliga B, heutzutage in der 2. Liga.

## Geschichte
1949 wurde der Verein Football Club Rapid Lugano gegründet.
Die Geschichte des Frauenteams begann 1947 mit der Gründung des Vereins A.S. Armonia Femminile, Lugano. 1983 erfolgte die Fusionierung mit dem Verein FC Rapid Lugano zum FC Rapid Lugano, sezione femminile. Heute trägt die Frauenmannschaft den Namen FCF Rapid Lugano.

## Erfolge
Männerteam
- Aufstieg in die Nationalliga B: 1955

Frauenteam
- Schweizer Meister: 1989
- Schweizer Cup Finalist: 1989